# Castellum Dimmidi

Mapa que muestra Castellum Dimmidi, al sur de Icosium (Argel) y bordeando el desierto del Sahara (clic para agrandar)

Castellum Dimmidi fue un castrum romano ubicado en el sur de Mauritania Cesariense.

## Historia
Como implica su nombre Castellum (castillo), el asentamiento era una fortaleza cerca del Fossatum Africae, la línea fronteriza meridional de la provincia de Numidia. Era un pueblo próspero y albergó una guarnición romana (de la Legio III Augusta") desde aproximadamente 198 a 240 d. C.
Estaba ubicado alrededor de 290 kilómetros (180,2 mi) al sur de Argel (entonces llamada Icosium), en los bordes del desierto del Sahara. Durante el segundo siglo del período romano fue creado bajo el emperador Septimio Severo. No está claro si la segunda parte del nombre, Dimmidi, era un nombre nativo transcrito al latín, o un nuevo nombre dado por los romanos.

En 198 d. C. el legado promagistrado de la Tercera Legión había enviado legionarios allí, apoyados por la caballería panónica y bajo el mando de Flavio Supero. La instalación de un campamento permanente data sin duda de esa época. El campamento se mantuvo hasta aproximadamente el año 238 d.C., fecha de la disolución temporal de la Tercera Legión. Las excavaciones han revelado una parte de la muralla que protegía el alojamiento de los soldados. El muro era de planta irregular. Hoy en día muy poco se puede ver en el sitio ya que las excavaciones no continuaron y no se intentó consolidar los restos. Las inscripciones también han desaparecido casi todas. Estas se han publicado y permiten reconstruir ciertos aspectos de la vida del campo. Unos cien hombres se relevaron allí; fueron legionarios y más tarde, después de Alejandro Severo, Las inscripciones y las pinturas palmirenses (ahora depositadas en el Museo de Argel) dan una idea de la vida religiosa de los soldados en lo que respecta a los cultos oficiales y palmirenses.
P. Fevrier

Según Philippe Leveau probablemente el asentamiento sobrevivió al abandono del castrum por parte de los legionarios durante otro siglo y medio más, hasta finales del siglo IV.
Solo en 1856 el francés Reboud encontró algunos restos, que fueron completamente estudiados únicamente entre los años 1939 y 1941 por Gilbert-Charles Picard.